# Plan de Wadati-Benioff

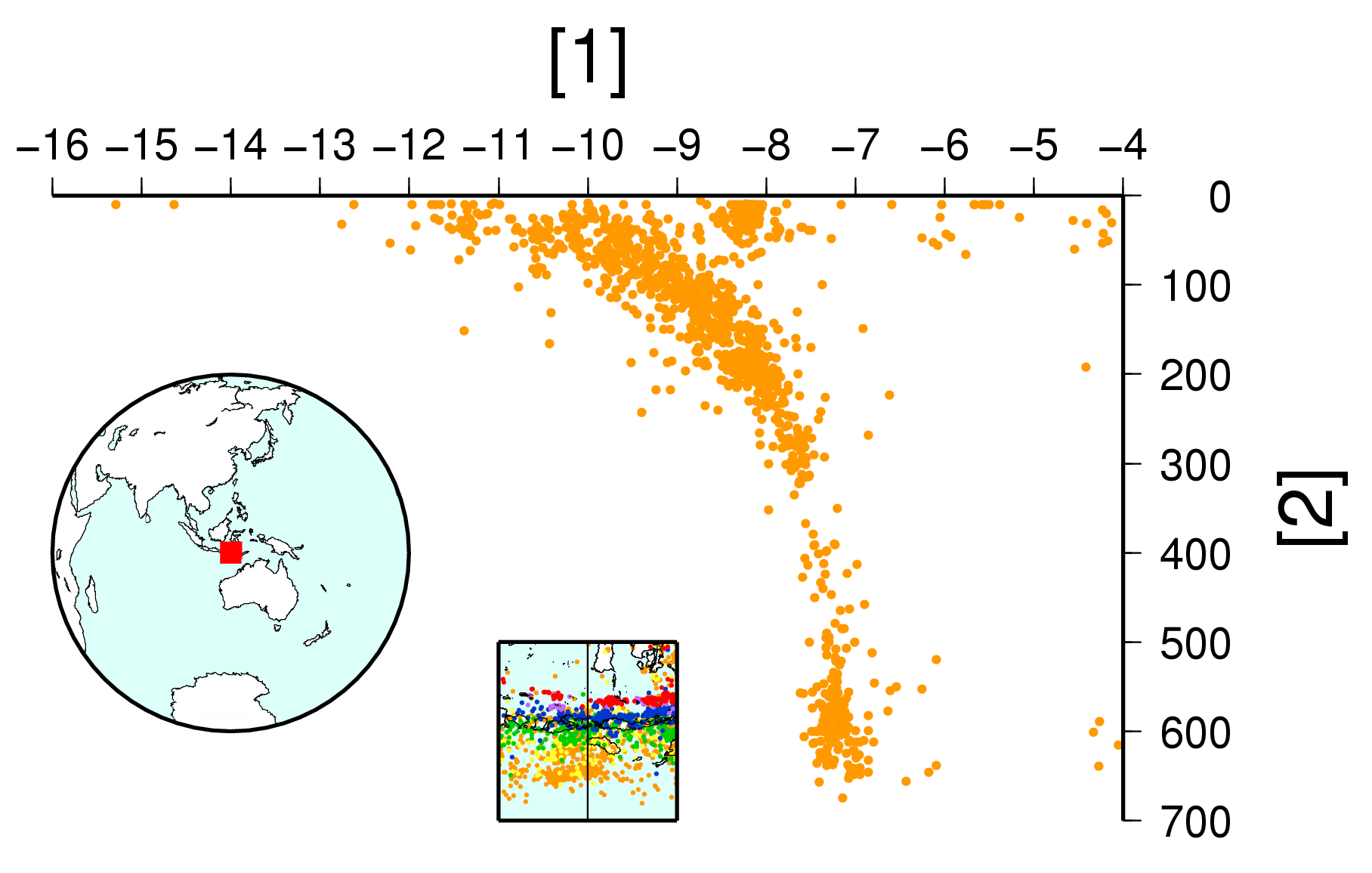
La zone de Wadati-Benioff sous les Petites Îles de la Sonde
1. Latitude en degré
2. Profondeur des hypocentres en km

Le plan de Wadati-Benioff (transcription correcte Plan de Wadachi-Benioff) est la surface plus ou moins complexe formée par la distribution des foyers de séismes associés à une subduction.
Le plan de Wadati-Benioff se définit en décrivant les effets du phénomène de subduction, plutôt que sa cause. Il a été observé d'abord par Kiyoo Wadachi de l'Agence météorologique du Japon en 1935,, puis dans une étude plus systématique de cette distribution de la sismicité par Hugo Benioff de Caltech, en 1949, tous les deux étudiant la ceinture de feu du Pacifique. Or, la théorie de la tectonique des plaques, qui fournit un cadre général pour expliquer ce phénomène, n'apparaît que durant les années 1960.
Ce plan montre une disposition remarquable des foyers sismiques. Les séismes superficiels (dont la profondeur du foyer n'excède pas 100 km) sont les plus fréquents. Ils se localisent essentiellement entre la fosse et l'arc volcanique. Ensuite, les séismes plus profonds se caractérisent par le fait que la profondeur de leurs foyers augmente lorsque l'on s'éloigne de l'arc volcanique. Une étude systématique montre que ces foyers se répartissent selon un plan.
Le point le plus remarquable de ce plan est qu'il ne devrait pas exister. En effet, les tremblements de terre nécessitent un comportement fragile du milieu pour se produire. À partir de 50 km de profondeur, la pression et la température ne devraient pas permettre un tel mécanisme. Pourtant, des séismes sont identifiés jusqu'à une profondeur d'environ 670 km, correspondant à la limite entre le manteau supérieur et le manteau inférieur. Aucune observation de sismicité dans la plaque subductée ou slab n'a été faite au-delà de cette limite. Le débat scientifique sur les phénomènes expliquant l'existence de séismes très profonds (plus de 300 km) est toujours d'actualité  ainsi que sur leur type de mécanisme au foyer . Le seul consensus actuel est l'existence d'une dépendance du mécanisme en fonction de la profondeur.

## Sources
- Howell Benjamin (1990). An introduction to seismological research. History and development. Cambridge University Press. New-York.  (ISBN 0521385717).
- Stein Steth and Michael Wysession (2002). An introduction to seismology, earthquakes and earth structure. Blackwell Publishing Ltd.  (ISBN 0865420785).